# Шуша (филм)
„Шуша“ (на италиански: Sciuscià) е италиански филм от 1946 година, драма на режисьора Виторио Де Сика по сценарий на Серджо Амидеи, Адолфо Франчи, Чезаре Джулио Виола и Чезаре Дзаватини.
В центъра на сюжета са две момчета, ваксаджийчета в следвоенен Рим, които в опитите си да съберат пари, за да си купят кон, се замесват в поредица кражби и са арестувани. Главните роли се изпълняват от Франко Интерленги, Риналдо Смордони, Аниело Меле, Бруно Ортендзи и Емилио Чиголи.
„Шуша“ е първият значим филм на Виторио Де Сика и един от първите на движението Италиански неореализъм. Той е отличен с Почетна награда на Американската филмова академия, предшественик на съвременния „Оскар“ за най-добър чуждоезичен филм.